# Jean Cabassu
Jean Cabassu, né le 2 août 1902 à Marseille et mort le 29 novembre 1979 dans cette même ville, est un footballeur français qui a fait l'essentiel de sa carrière à l'Olympique de Marseille aux postes de défenseur et de milieu de terrain.

## Biographie
Il signe à l'OM en 1917 à l'âge de 15 ans et y évolue jusqu'en 1931. Dans sa carrière, il joue 94 matchs et marque 7 buts. Il fait partie du comité directeur du club olympien jusqu'au milieu des années 1960.
Il est convoqué en équipe de France A pour le match Suisse - France de 1924 (Genève le dimanche 23 mars).
Le match se solde par une défaite 3-0 des Français, et Cabassu n'entre pas en jeu.

## Palmarès
- Vainqueur de la Coupe de France en 1924 et en 1927.
- Champion de France amateurs en 1929.

## Source
- Alain Pécheral, La grande histoire de l'OM, 2007, pages 51–52.